# Зомбодзе
Зомбо́дзе (англ. Zombodze) — деревня в округе Шиселвени в Эсватини. По данным переписи 2007 года в Зомбодзе проживало 16 067 чел.    
Король Мсвати III назвал Зомбодзе «Королевской деревней», учитывая историю этой территории.     
Зомбодзе известно тем, что на кладбище Мбиланени, которое находится в этой деревне, было похоронено несколько королей Свазиленда (Собуза I, Мсвати II, Мбадзени и Нгване V).

## География
Зомбодзе расположено на высоте 1020 м над уровнем моря, ближе к границе Южно-Африканской Республики и Эсватини. Рядом с деревней на расстоянии в 8–10 км находятся холмы Сивуле, Нконени, Кусибхедлу, Кунтаньяна и ещё один холм под названием Сивуле.

### Ближайшиенаселённые пункты
- Двалени, Эсватини, 10 км от Зомбодзе
- Кваньявошане, Эсватини, 11 км от Зомбодзе
- Есивуле, ЮАР, 12 км от Зомбодзе
- Эндалини, ЮАР, 12 км от Зомбодзе
- Огодлвайо, ЮАР, 13 км от Зомбодзе
- Бовенваллей, ЮАР, 14 км от Зомбодзе.[1]

## История
В XVIII веке Зомбодзе было штаб-квартирой короля Нгване III и столицей исторического Свазиленда.